# Réserve de faune du Ferlo Sud
La réserve de faune du Ferlo Sud (RFFS) est une réserve naturelle du Sénégal, située dans le centre du pays, au sud de la route nationale N3, approximativement entre Ranérou et Tambacounda. 
Comme la réserve de faune du Ferlo Nord, elle fait partie de la zone géographique semi-désertique du Ferlo.

## Histoire
Elle a été créée le 21 mars 1972 par le décret n° 72.34.
Une jonction avec le parc national du Niokolo-Koba est envisagée.